# Hemisilurus
Hemisilurus is een geslacht van straalvinnige vissen uit de familie van de echte meervallen (Siluridae).

## Soorten
- Hemisilurus heterorhynchus (Bleeker, 1854)
- Hemisilurus mekongensis Bornbusch & Lundberg, 1989
- Hemisilurus moolenburghi Weber & de Beaufort, 1913